# Parma Associazione Calcio 1988-1989
Questa voce raccoglie le informazioni riguardanti il Parma Associazione Calcio nelle competizioni ufficiali della stagione 1988-1989.

## Stagione
Nella stagione 1988-89 il Parma ancora affidato a Giampiero Vitali raggiunge una agevole salvezza con 37 punti in classifica ed il nono posto in condominio con il Licata, realizza solo 29 reti, il più prolifico è il difensore Lorenzo Minotti con 7 centri, la squadra ducale ottiene tanti pareggi, 21 su 38 partite, con 8 vittorie e 9 sconfitte. Il torneo cadetto promuove in Serie A il Genoa ed il Bari con 51 punti, l'Udinese con 45 e la Cremonese con 44 punti che vince lo spareggio delle quarte con la Reggina. In casa Parma il diesse Giorgio Vitali lascia e se ne va all'Atalanta, ed il presidente Ernesto Ceresini lo sostituisce con Giambattista Pastorello. Se ne vanno Giovanni Cervone, Amedeo Carboni, Ciccio Baiano ed Enzo Gambaro, in entrata Massimo Susic, Stefano Impallomeni e Marco Giandebiaggi, mentre Alessandro Melli viene ceduto al Modena, ma torna già a novembre, il tecnico Vitali bada prima a non prenderle e poi a vincere. In Coppa Italia i crociati sono eliminati nel primo girone della prima fase, che promuove alla seconda fase l'Ascoli, l'Inter ed il Brescia, il Parma vi ottiene una sola vittoria (2-1) sul Monopoli.

## Rosa
| N. |                   | Ruolo | Calciatore            |
| -- | ----------------- | ----- | --------------------- |
| -  | Italia (bandiera) | P     | Franco Paleari        |
| -  | Italia (bandiera) | P     | Luca Bucci            |
| -  | Italia (bandiera) | P     | Marco Ferrari         |
| -  | Italia (bandiera) | D     | Enzo Gambaro          |
| -  | Italia (bandiera) | D     | Luigi Apolloni        |
| -  | Italia (bandiera) | D     | Lorenzo Minotti       |
| -  | Italia (bandiera) | D     | Stefano Rossini       |
| -  | Italia (bandiera) | D     | Antonino Di Dio       |
| -  | Italia (bandiera) | D     | Marco Pullo           |
| -  | Italia (bandiera) | D     | Gianni Flamigni       |
| -  | Italia (bandiera) | D     | Gianpaolo Morabito    |
| -  | Italia (bandiera) | C     | Antonio Di Carlo      |
| -  | Italia (bandiera) | C     | Paolo Alberto Faccini |
| -  | Italia (bandiera) | C     | Stefano Salvatori     |
| -  | Italia (bandiera) | C     | Francesco Turrini     |

| N. |                   | Ruolo | Calciatore           |
| -- | ----------------- | ----- | -------------------- |
| -  | Italia (bandiera) | C     | Vincenzo Esposito    |
| -  | Italia (bandiera) | C     | Patrizio Sala        |
| -  | Italia (bandiera) | C     | Rufo Emiliano Verga  |
| -  | Italia (bandiera) | C     | Michele Gelsi        |
| -  | Italia (bandiera) | C     | Valeriano Fiorin     |
| -  | Italia (bandiera) | C     | Marco Giandebiaggi   |
| -  | Italia (bandiera) | C     | Marco Osio           |
| -  | Italia (bandiera) | C     | Massimiliano Spocchi |
| -  | Italia (bandiera) | C     | Stefano Salvatori    |
| -  | Italia (bandiera) | C     | Pierluigi Di Già     |
| -  | Italia (bandiera) | C     | Stefano Impallomeni  |
| -  | Italia (bandiera) | A     | Alessandro Melli     |
| -  | Italia (bandiera) | A     | Mariano Sotgia       |
| -  | Italia (bandiera) | A     | Marco Rossi          |
|    | Italia (bandiera) | A     | Mario Rossini        |

## Risultati

### Serie B

#### Girone di andata
| Arbitro: | Boggi (Salerno) |

|              |           |  |
| M. Rossi 57’ | Marcatori |  |

| Arbitro: | Bailo (Novi Ligure) |

|                      |           |             |
| Monelli 18’ Lupo 27’ | Marcatori | 70’ Turrini |

| Arbitro: | Ceccarini (Livorno) |

|             |           |                     |
| Minotti 24’ | Marcatori | 25’ (rig.) Simonini |

| Arbitro: | Stafoggia (Pesaro) |

|                    |           |             |
| Palanca 33’ (rig.) | Marcatori | 81’ Minotti |

| Arbitro: | Nicchi (Arezzo) |

|                               |           |            |
| Apolloni 52’ Giandebiaggi 85’ | Marcatori | 7’ Marulla |

| Arbitro: | Boggi (Salerno) |

|  |           |             |
|  | Marcatori | 21’ Minotti |

| Arbitro: | Boemo (Cervignano del Friuli) |

|  |           |                                         |
|  | Marcatori | 23’ La Rosa 41’ Sorce 61’ C. Donnarumma |

| Arbitro: | Quartuccio (Torre Annunziata) |

|              |           |  |
| Brunetti 78’ | Marcatori |  |

| Arbitro: | Monni (Sassari) |

|                         |           |  |
| Cipriani 31’ Baiano 34’ | Marcatori |  |

| Arbitro: | Sanguineti (Chiavari) |

|                         |           |  |
| A. Melli 8’ Minotti 79’ | Marcatori |  |

| Arbitro: | Frattin (Castelfranco Veneto) |

|              |           |             |
| A. Melli 32’ | Marcatori | 62’ De Rosa |

| Cremona 27 novembre 1988 12ª giornata | Cremonese           | 0 – 0 | Parma | Stadio Giovanni Zini\| Arbitro: \| Coppetelli (Tivoli) \| |
| Arbitro:                              | Coppetelli (Tivoli) |       |       |                                                           |

| Arbitro: | Bruni (Arezzo) |

|             |           |           |
| Minotti 83’ | Marcatori | 59’ Saini |

| Arbitro: | Boemo (Cervignano del Friuli) |

|  |           |             |
|  | Marcatori | 67’ Minotti |

| Parma 18 dicembre 1988 15ª giornata | Parma          | 0 – 0 | Udinese | Stadio Ennio Tardini\| Arbitro: \| Luci (Firenze) \| |
| Arbitro:                            | Luci (Firenze) |       |         |                                                      |

| Arbitro: | Calabretta (Catanzaro) |

|  |           |                                |
|  | Marcatori | 7’ Di Carlo 61’ Osio 87’ Verga |

| Arbitro: | Beschin (Legnago) |

|              |           |                 |
| Di Carlo 36’ | Marcatori | 65’ D. Fontolan |

| Brescia 15 gennaio 1989 18ª giornata | Brescia              | 0 – 0 | Parma | Stadio Mario Rigamonti\| Arbitro: \| Trentalange (Torino) \| |
| Arbitro:                             | Trentalange (Torino) |       |       |                                                              |

| Arbitro: | Boemo (Cervignano del Friuli) |

|  |           |                  |
|  | Marcatori | 3’ Roccatagliata |

#### Girone di ritorno
| Arbitro: | Monni (Sassari) |

|               |           |  |
| Pierleoni 16’ | Marcatori |  |

| Parma 5 febbraio 1989 21ª giornata | Parma              | 0 – 0 | Bari | Stadio Ennio Tardini\| Arbitro: \| Di Cola (Avezzano) \| |
| Arbitro:                           | Di Cola (Avezzano) |       |      |                                                          |

| Arbitro: | Dal Forno (Ivrea) |

|                |           |  |
| Fermanelli 33’ | Marcatori |  |

| Arbitro: | Bailo (Novi Ligure) |

|           |           |             |
| Verga 35’ | Marcatori | 33’ Palanca |

| Arbitro: | Cafaro (Grosseto) |

|                                 |           |  |
| Marulla 26’ (rig.) Baldieri 59’ | Marcatori |  |

| Parma 12 marzo 1989 25ª giornata | Parma          | 0 – 0 | Sambenedettese | Stadio Ennio Tardini\| Arbitro: \| Bruni (Arezzo) \| |
| Arbitro:                         | Bruni (Arezzo) |       |                |                                                      |

| Arbitro: | Dal Forno (Ivrea) |

|               |           |              |
| G. Romano 46’ | Marcatori | 62’ Di Carlo |

| Parma 25 marzo 1989 27ª giornata | Parma           | 0 – 0 | Taranto | Stadio Ennio Tardini\| Arbitro: \| Boggi (Salerno) \| |
| Arbitro:                         | Boggi (Salerno) |       |         |                                                       |

| Arbitro: | Beschin (Legnago) |

|                         |           |  |
| Minotti 30’ Faccini 83’ | Marcatori |  |

| Arbitro: | Bruni (Arezzo) |

|                    |           |            |
| Garlini 78’ (rig.) | Marcatori | 60’ Di Già |

| Cosenza 16 aprile 1989 30ª giornata | Cosenza           | 0 – 0 | Parma | Stadio San Vito\| Arbitro: \| Cafaro (Grosseto) \| |
| Arbitro:                            | Cafaro (Grosseto) |       |       |                                                    |

| Arbitro: | Coppetelli (Tivoli) |

|            |           |                 |
| Di Già 28’ | Marcatori | 43’ A. Lombardo |

| Arbitro: | Dal Forno (Ivrea) |

|          |           |              |
| Ganz 69’ | Marcatori | 60’ Di Carlo |

| Arbitro: | Ceccarini (Livorno) |

|                                 |           |  |
| Osio 19’ Gambaro 58’ Fiorin 88’ | Marcatori |  |

| Arbitro: | Bailo (Novi Ligure) |

|                                                |           |  |
| Manzo 40’ Storgato 42’ De Vitis 55’ Branca 72’ | Marcatori |  |

| Parma 28 maggio 1989 35ª giornata | Parma              | 0 – 0 | Barletta | Stadio Ennio Tardini\| Arbitro: \| Stafoggia (Pesaro) \| |
| Arbitro:                          | Stafoggia (Pesaro) |       |          |                                                          |

| Novara 4 giugno 1989 36ª giornata | Genoa           | 0 – 0 | Parma | Stadio Comunale\| Arbitro: \| Boggi (Salerno) \| |
| Arbitro:                          | Boggi (Salerno) |       |       |                                                  |

| Parma 11 giugno 1989 37ª giornata | Parma              | 0 – 0 | Brescia | Stadio Ennio Tardini\| Arbitro: \| Fabricatore (Roma) \| |
| Arbitro:                          | Fabricatore (Roma) |       |         |                                                          |

| Arbitro: | Cafaro (Grosseto) |

|                    |           |                                   |
| Signori 78’ (rig.) | Marcatori | 10’, 51’ Impallomeni 56’ Di Carlo |

### Coppa Italia

#### Primo turno
| Arbitro: | Sguizzato (Verona) |

|               |           |                                 |
| Di Nicola 89’ | Marcatori | 78’ (rig.) Matthaus 84’ Morello |

| Reggio Calabria 24 agosto 1988 2ª giornata | Reggina            | 0 – 0 | Parma | Stadio Comunale\| Arbitro: \| Stafoggia (Pesaro) \| |
| Arbitro:                                   | Stafoggia (Pesaro) |       |       |                                                     |

| Arbitro: | Sanguineti (Chiavari) |

|                      |           |            |
| Turrini 61’ Osio 68’ | Marcatori | 87’ Ghezzi |

| Arbitro: | Bruni (Arezzo) |

|                |           |                     |
| P. Mariani 51’ | Marcatori | 85’ (rig.) M. Rossi |

| Arbitro: | Fabricatore (Roma) |

|                                                     |           |                                              |
| D. Agostini 8’ Cvetkovic 13’ Giovannelli 75’ (rig.) | Marcatori | 41’ Di Nicola 62’ (aut.) Arslanovic 83’ Osio |

## Statistiche

### Statistiche di squadra
| Competizione | Punti | In casa | In casa | In casa | In casa | In casa | In casa | In trasferta | In trasferta | In trasferta | In trasferta | In trasferta | In trasferta | Totale | Totale | Totale | Totale | Totale | Totale | DR |
| Competizione | Punti | G       | V       | N       | P       | Gf      | Gs      | G            | V            | N            | P            | Gf           | Gs           | G      | V      | N      | P      | Gf     | Gs     | DR |
| ------------ | ----- | ------- | ------- | ------- | ------- | ------- | ------- | ------------ | ------------ | ------------ | ------------ | ------------ | ------------ | ------ | ------ | ------ | ------ | ------ | ------ | -- |
| Serie B      | 37    | 19      | 4       | 13      | 2       | 16      | 13      | 19           | 4            | 8            | 7            | 13           | 18           | 38     | 8      | 21     | 9      | 29     | 31     | -2 |
| Coppa Italia | 5     | 2       | 1       | 0       | 1       | 3       | 3       | 3            | 0            | 3            | 0            | 4            | 4            | 5      | 1      | 3      | 1      | 7      | 7      | 0  |
| Totale       |       | 21      | 5       | 13      | 3       | 19      | 16      | 22           | 4            | 11           | 7            | 17           | 22           | 43     | 9      | 24     | 10     | 36     | 38     | -2 |

### Statistiche dei giocatori
| Giocatore       | Serie B  | Serie B | Serie B     | Serie B    | Coppa Italia | Coppa Italia | Coppa Italia | Coppa Italia | Totale   | Totale | Totale      | Totale     |
| Giocatore       | Presenze | Reti    | Ammonizioni | Espulsioni | Presenze     | Reti         | Ammonizioni  | Espulsioni   | Presenze | Reti   | Ammonizioni | Espulsioni |
| --------------- | -------- | ------- | ----------- | ---------- | ------------ | ------------ | ------------ | ------------ | -------- | ------ | ----------- | ---------- |
| L. Apolloni     | 31       | 1       | ?           | ?          | 5            | 0            | ?            | ?            | 36       | 1      | ?           | ?          |
| C. Bocchialini  | 1        | 0       | ?           | ?          | -            | -            | -            | -            | 1        | 0      | 0+          | 0+         |
| A. Di Carlo     | 22       | 5       | ?           | ?          | -            | -            | -            | -            | 22       | 5      | 0+          | 0+         |
| A. Di Dio       | 1        | 0       | ?           | ?          | -            | -            | -            | -            | 1        | 0      | 0+          | 0+         |
| P. Di Già       | 37       | 2       | ?           | ?          | 5            | 0            | ?            | ?            | 42       | 2      | ?           | ?          |
| R. Di Nicola    | -        | -       | -           | -          | 5            | 2            | ?            | ?            | 5        | 2      | 0+          | 0+         |
| V. Esposito     | 2        | 0       | ?           | ?          | -            | -            | -            | -            | 2        | 0      | 0+          | 0+         |
| P. Faccini      | 26       | 1       | ?           | ?          | -            | -            | -            | -            | 26       | 1      | 0+          | 0+         |
| M. Ferrari      | 22       | -16     | ?           | ?          | 5            | -7           | ?            | ?            | 27       | -23    | ?           | ?          |
| V. Fiorin       | 34       | 1       | ?           | ?          | 5            | 0            | ?            | ?            | 39       | 1      | ?           | ?          |
| G. Flamigni     | 20       | 0       | ?           | ?          | -            | -            | -            | -            | 20       | 0      | 0+          | 0+         |
| E. Gambaro      | 29       | 1       | ?           | ?          | -            | -            | -            | -            | 29       | 1      | 0+          | 0+         |
| M. Gelsi        | 16       | 0       | ?           | ?          | -            | -            | -            | -            | 16       | 0      | 0+          | 0+         |
| M. Giandebiaggi | 21       | 1       | ?           | ?          | 4            | 0            | ?            | ?            | 25       | 1      | ?           | ?          |
| S. Impallomeni  | 10       | 2       | ?           | ?          | -            | -            | -            | -            | 10       | 2      | 0+          | 0+         |
| A. Melli        | 17       | 2       | ?           | ?          | -            | -            | -            | -            | 17       | 2      | 0+          | 0+         |
| M. Melli        | 2        | 0       | ?           | ?          | -            | -            | -            | -            | 2        | 0      | 0+          | 0+         |
| L. Minotti      | 36       | 7       | ?           | ?          | 3            | 0            | ?            | ?            | 39       | 7      | ?           | ?          |
| G. Morabito     | 2        | 0       | ?           | ?          | -            | -            | -            | -            | 2        | 0      | 0+          | 0+         |
| M. Osio         | 30       | 2       | ?           | ?          | 5            | 2            | ?            | ?            | 35       | 4      | ?           | ?          |
| F. Paleari      | 17       | -15     | ?           | ?          | -            | -            | -            | -            | 17       | -15    | 0+          | 0+         |
| M. Pullo        | 22       | 0       | ?           | ?          | 4            | 0            | ?            | ?            | 26       | 0      | ?           | ?          |
| M. Rossi        | 7        | 1       | ?           | ?          | 5            | 1            | ?            | ?            | 12       | 2      | ?           | ?          |
| M. Rossini      | 1        | 0       | ?           | ?          | -            | -            | -            | -            | 1        | 0      | 0+          | 0+         |
| S. Rossini      | 25       | 0       | ?           | ?          | 5            | 0            | ?            | ?            | 30       | 0      | ?           | ?          |
| P. Sala         | 16       | 0       | ?           | ?          | 1            | 0            | ?            | ?            | 17       | 0      | ?           | ?          |
| S. Salvatori    | 7        | 0       | ?           | ?          | 5            | 0            | ?            | ?            | 12       | 0      | ?           | ?          |
| M. Sotgia       | 3        | 0       | ?           | ?          | -            | -            | -            | -            | 3        | 0      | 0+          | 0+         |
| M. Spocchi      | 1        | 0       | ?           | ?          | -            | -            | -            | -            | 1        | 0      | 0+          | 0+         |
| M. Susic        | -        | -       | -           | -          | 2            | 0            | ?            | ?            | 2        | 0      | 0+          | 0+         |
| F. Turrini      | 17       | 1       | ?           | ?          | 5            | 1            | ?            | ?            | 22       | 2      | ?           | ?          |
| R. Verga        | 17       | 2       | ?           | ?          | 5            | 0            | ?            | ?            | 22       | 2      | ?           | ?          |